# Felix Adler
Felix Adler (Alzey, 13 de agosto de 1851 — Nova Iorque, 24 de abril de 1933) foi um filósofo americano de origem judaico-alemã. Foi professor de hebraico e Literatura oriental na Universidade Cornell, em Ithaca, Nova Iorque. Adler foi ainda um intelectual racionalista, conferencista popular, líder religioso e reformista social, que fundou o movimento de Cultura Ética e é tido como uma das principais influências do judaísmo humanístico moderno.

## Cronologia
Adler nasceu em Alzey, Alemanha, filho do rabino Samuel Adler. A família imigrou da Alemanha para os Estados Unidos, quando Felix tinha seis anos de idade, por ocasião do seu pai ter recebido a nomeação como rabino chefe do Templo Emanu-El, em Nova Iorque.
Depois de graduar-se na Universidade Columbia em 1870, Felix Adler foi para a Alemanha, onde recebeu o grau de doutorado na Universidade de Heidelberg. De 1874 a 1876 trabalhou no Departamento de História da Universidade Cornell como professor de línguas orientais e hebraico antes que sua "atitude perigosa" o obrigasse a deixar a Universidade. Permaneceu ainda como profissional associado de John Frankenheimer de Cornell, advogado em Manhattan e avô do produtor de Hollywood, John Frankenheimer.
Retornou a Nova Iorque e pregou alguns sermões no Templo Emanu-El, onde seu pai ainda estava como rabino chefe. Ficou conhecido pela omissão de referência a Deus, em qualquer um dos seus sermões, uma abordagem heterodoxa, que fez com que muitos na comunidade judaica de Nova Iorque suspeitassem dele e acabou com qualquer possibilidade de suceder seu pai.
Posteriormente, com a idade de vinte e quatro anos, Adler fundou a Sociedade para a Cultura Ética de Nova Iorque, em 1876. Seu sermão, em 15 de maio de 1876, é considerado o marco da criação da religião que ele chamou de Cultura Ética. Suas palestras antes desta sociedade, aos domingos, em Nova Iorque eram conhecidos e populares, e eram rotineiramente relatados no New York Times. A crença de Adler nos fatos, mais do que no credo levou sua sociedade a promover dois projetos inovadores. Em 1877, o NYSEC patrocinou o programa "Visita da Enfermagem", onde enfermeiros e, se necessário médicos, iam para os bairros de população mais pobre visitar os doentes nas casas. Este serviço foi finalmente incorporado ao sistema de saúde de Nova Iorque. Um ano depois, em 1878, um jardim de infância foi criado como uma escola gratuita para os filhos de trabalhadoras. Ele transformou-se, ao longo do tempo, na Escola de Cultura Ética.
Em 1902, foi dada a Adler a cadeira de Ética política e social na Universidade Columbia, que ocupou até sua morte em 1933.
Bem conhecido como conferencista e escritor, Adler serviu como reitor da Escola de Cultura Ética até sua morte em 1933. Ao longo de sua vida, sempre olhou para além das preocupações imediatas da família, trabalho e raça para o desafio em longo prazo da reconstrução das instituições como escolas e governo para promover uma maior justiça nas relações humanas. Dentro da filosofia ética de Adler, a cooperação ao invés da competição permaneceu sendo o maior valor social. Ele deu uma série de seis palestras sobre "A Ética do Matrimônio" na temporada 1896-97 do Instituto Lowell.
Adler foi o presidente fundador da Comissão Nacional do Trabalho Infantil em 1904. Lewis Hine tornou-se o fotógrafo da comissão em 1908. Em 1917, Adler trabalhou no Escritório pelas Liberdades Civis, que mais tarde tornou-se o Escritório Americano pelas Liberdades Civis e, em seguida, a União Americana pelas Liberdades Civis (ACLU). Em 1928 tornou-se presidente da divisão leste da Associação Americana Filosófica. Trabalhou na primeira Comissão Executiva da Liga Nacional Urbana.

## Reforma imobiliária
Como membro da Comissão Imobiliária de Apartamentos do Estado de Nova Iorque, Adler preocupou-se não só com a superlotação, mas também com o aumento de casos de doenças contagiosas causado pela superlotação. Embora não fosse um proponente da habitação pública gratuita, Adler discursou sobre reforma imobiliária e as rendas dos aluguéis, que considerou exorbitante. Jacob Riis escreveu que Adler tinha "questionamentos incisivos claros que deixavam de lado todos os subterfúgios para ir direto à raiz do problema".
Em 1885, Adler e outros criaram a Companhia de Construção de Apartamentos, a fim de construir apartamentos "modelos", que alugavam por $8–$14 dólares por mês. Em 1887 seis edifícios modelo foram construídos no Lower East Side, em Manhattan, num total de 155 000 dólares. Mesmo com as leis restritivas para a melhoria de vida dos conjuntos habitacionais, o apartamento modelo foi um passo à frente.

## Política externa americana
Até o final da década de 1890, com o aumento dos conflitos internacionais, Adler mudou o foco de sua preocupação com questões internas para os assuntos da política externa americana. Enquanto alguns contemporâneos viam a Guerra Hispano-Americana de 1898 como um ato para libertar Cuba do domínio espanhol, outros entendiam as vitórias dos Estados Unidos no Caribe e Filipinas, como o surgimento de um império expansionista. Adler, no início, apoiou a guerra, mas depois expressou a preocupação com a soberania americana sobre as Filipinas e Porto Rico, concluindo que um objetivo imperialista em vez de democrático estava a orientar a política externa americana. A Cultura Ética prestigia "o valor supremo da pessoa" e Adler sobrepôs este princípio às relações internacionais, acreditando que nenhum grupo pode reivindicar a superioridade de suas instituições e estilo de vida.
Ao contrário de muitos de seus contemporâneos, durante a Primeira Guerra Mundial, Adler não sentiu que a derrota da Alemanha por si só, tornaria o mundo mais seguro para a democracia. A paz só poderia ser alcançada, ele pensava, se os governos democráticos representativos permanecessem não-imperialista e se a corrida armamentista fosse reprimida. Adler opôs-se ao Tratado de Versalhes e à Liga das Nações. Como alternativa, Adler propôs um "Parlamento dos Parlamentos", eleito pelos órgãos legislativos das diferentes nações e composto de diferentes classes de pessoas, em vez de interesses especiais, de modo que as diferenças comuns e não as nacionais iriam prevalecer.

## Filosofia
Enquanto que o movimento da Cultura Ética, que Adler fundou era aberto às pessoas de diversas crenças, o próprio Adler desenvolveu e promoveu a sua particular visão de uma filosofia moral essencialmente kantiana, que valorizava o trabalho público e o uso da razão para o desenvolvimento final de padrões éticos. Adler publicou obras como: Creed and Deed (1878), Moral Instruction of Children (1892), Life and Destiny (1905), The Religion of Duty (1906), Essentials of Spirituality (1908), An Ethical Philosophy of Life (1918), The Reconstruction of the Spiritual Ideal (1925), e Our Part in this World. Fez uso das ideias da religião em que nasceu, e das filosofias de Kant e Ralph Waldo Emerson, misturadas com certas ideias socialistas de seu tempo. Acreditava que o conceito de um deus pessoal era desnecessário e que a personalidade humana é a força central da religião, que as diferentes interpretações das pessoas das religiões deveriam ser respeitadas como coisas religiosas em si.

## Trabalhos

### Citações
- Felix Adler - Wikiquote em en.wikiquote.org
- Citas de Felix Adler em www.brainyquote.com
- Citas de Felix Adler quotes em en.thinkexist.com

### Discursos
- Discurso fundacional, Felix Adler, 15 de maio de 1876, Sociedade para a Cultura Ética de Nova Iorque.
- O Significado Ético da Páscoa, 1915.
- Algumas características do movimento da Cultura Ética americana, um discurso realizado em South Place Chapel, Londres, 7 de junho de 1925.
- Por ocasião do 55.º aniversário da fundação do Movimento Ético, 10 de maio de 1931.

### Reportagens no New York Times
Os arquivos do New York Times contêm: reportagens sobre os discursos proferidos por Felix Adler, bem como um grande número de cartas e artigos de ou sobre Adler.
- «ADVANCED THINKERS.; FELIX ADLER'S LECTURE TO THE SOCIETY FOR ETHICAL CULTURE.». The New York Times. 10 de maio de 1880. Consultado em 29 de dezembro de 2010, discurso, 1880.
- «WOMAN SLAVERY.; SOME TERRIBLE PICTURES DRAWN BY PROF. FELIX ADLER.». The New York Times. 27 de fevereiro de 1882. Consultado em 29 de dezembro de 2010, discurso, 1882.
- Adler, Felix (31 de janeiro de 1888). «FELIX ADLER PROTESTS.». New York Times. Consultado em 9 de agosto de 2008, carta, 1888.
- «MANY BOOKS, ONE LITERATURE; THE BIBLE GOOD AS A TEACHER, SAYS PROF. FELIX ADLER. How the Ethical View Differs from the Orthodox, the Christian, the Jewish, and the Radical -- Truth, but Not All Truth, in the Sacred Book, He Says -- Opposing Accounts in Different Books -- Discrepancies Found in a Single Chapter.». New York Times. 27 de novembro de 1893. Consultado em 9 de agosto de 2008 discurso, 1893 - remarks on Adler's popularity.
- «JESUS CHRIST AS A TEACHER; LESSONS DRAWN FROM HIS LIFE BY PROF. FELIX ADLER. The Ethics of His Teachings a Deep Well Which Has Been Drawn from for Centuries Without Exhausting It -- His Nature as Indicated by His Words -- His Life Furnishes for Every One an Inspiration of What a Life Should Be.». New York Times. 11 de dezembro de 1893. Consultado em 9 de agosto de 2008, discurso, 1893.
- «WOMAN'S BENIGN INFLUENCE; ELEMENTARY JUSTICE THAT ALL CAREERS BE OPEN TO HER. Prof. Felix Adler Says that She Should Have Full Sway in the Exercise of Her Talents -- To Those Who Are Educated and Competent the Right of Suffrage Should Be Extended -- The Place of Woman in History and in the World of To-day.». New York Times. 2 de abril de 1894. Consultado em 9 de agosto de 2008, discurso, 1894.
- «THE QUESTION OF BETTER TENEMENTS; Felix Adler Explains His Suggestion for Municipal Assistance.». New York Times. 3 de dezembro de 1894. Consultado em 9 de agosto de 2008, 1894.
- «ERRORS OF SOCIALISM; Prof. Felix Adler Gives Reasons for Calling It Impracticable. INDIVIDUALITY IS CHECKED, HE SAYS The Apathy of the Prosperous Toward the Poor, He Declares, Has Caused Socialistic Creeds.». New York Times. 28 de janeiro de 1895. Consultado em 9 de agosto de 2008, discurso, 1895.
- «"HOLLOW AT THE CORE"; Wrong Will Perish of Itself, Said Prof. Felix Adler. LECTURE ON THE TEN COMMANDMENTS His Sunday Discourse at Carnegie Hall Reveals the Ways of Health and Peace for the Young.». New York Times. 22 de abril de 1895. Consultado em 9 de agosto de 2008, discurso, 1895.
- «ETHICS FOR THE SCHOOLS; Felix Adler Says that Aimiessness Is the Bane of Our Educational System. NO COMPROMISE OF CREEDS. Formation of Character Prevented by the Absence of Religious Teaching, and the Purpose of All Education Defeated.». New York Times. 29 de março de 1897. Consultado em 9 de agosto de 2008, discurso, 1895.
- «HOUSES FOR THE POOR; Comments on Prof. Felix Adler's Remarks on Past Work. A PROMISE OF A PRACTICAL SCHEME Dr. W.H. Tolman Thinks New-York May Soon Distance the world in Providing Cheap Homes.». New York Times. 6 de março de 1896. Consultado em 9 de agosto de 2008, 1896.
- «THE WOMAN IN RELIGION; PROF. FELIX ADLER SAYS HER SPHERE WAS ONCE LARGER. It Should Be Extended Now -- Women Are Naturally Revealers, with Deeper Insight into the Mysteries -- Especial Fields Should Be Hers.». New York Times. 1 de fevereiro de 1897. Consultado em 9 de agosto de 2008, discurso, 1897.
- «TO UNITE TWO RELIGIONS; Prof. Felix Adler, at Carnegie Music Hall, Advocates the Union of Jew and Gentile. ETHICAL CULTURE A MEDIUM National Prerogative of Judaism and the Principle of the Divinity of Christ in the Christian Faith a Bar to Reunion -- The Idea of Brotherhood.». New York Times. 6 de dezembro de 1897. Consultado em 9 de agosto de 2008, discurso, 1897.
- «POSTULATES OF RELIGION; Prof. Felix Adler Would Discard Shells of Doctrine and Keep the Moral Truths. BASIS OF ALL IS CONSCIENCE. The Necessity of the Belief in Free Will -- Divergence of the Religion of To-day from That of the Past -- The Perfect Society.». New York Times. 8 de março de 1897. Consultado em 9 de agosto de 2008, discurso, 1897.
- «INFLUENCES OF RELIGION; Prof. Felix Adler's Address Before the Society for Ethical Culture at Carnegie Hall. DEVELOPMENT OF MORALITY Religious Inspiration in the Fine Arts -- The Force That Made for Political Unity -- Lessons of the Last Election.». New York Times. 15 de novembro de 1897. Consultado em 9 de agosto de 2008, discurso, 1897.
- «SOURCE OF THE UNIVERSE; Prof. Felix Adler Lectures at Carnegie Music Hall on "The Name of God." ATTRIBUTES OF THE DEITY Infinite Power, Knowledge, and Justice Held to be Incomprehensible to the Mind of Man -- The Word "God" a Metaphor.». New York Times. 8 de novembro de 1897. Consultado em 9 de agosto de 2008, discurso, 1897.
- «THE RESOURCES OF SILENCE; Prof. Felix Adler, at Carnegie Music Hall, Gives Instances Where Speech Is Inadequate. MANY THINGS INEXPRESSIBLE Emotions of Richest Spiritual Joy and Profoundest Sorrow Impossible of Depiction by Words -- Impulse the Enemy of Morality.». New York Times. 7 de fevereiro de 1898. Consultado em 9 de agosto de 2008, discurso, 1898.
- «FELIX ADLER TO MOTHERS.; He Tells How to Judge What Children Should Read and Outlines a Course.». New York Times. 15 de março de 1898. Consultado em 9 de agosto de 2008, discurso, 1898.
- «A CRITERION OF PROGRESS; Prof. Felix Adler Addresses the Society for Ethical Culture on Moral Advancement. THE RIGHT INWARD ATTITUDE Persistence of War Passion and Present Economical and Political Conditions Signs that Mankind Lingers on Lower Levels of Civilization.». New York Times. 21 de março de 1898. Consultado em 9 de agosto de 2008, 1898.
- «FUNCTIONS OF A LEADER; Prof. Felix Adler at Carnegie Hall Declares a New Type Is Needed. THE DUTY OF PUBLIC SERVANTS Difference Between Serving the Public Interest and Being a Tool in the Hands of the People -- Theory of False Equality.». New York Times. 28 de março de 1898. Consultado em 9 de agosto de 2008, discurso, 1898.
- «MEANING OF TEMPERANCE; Prof. Felix Adler Explains Its Relation to the Spiritual Life, at Carnegie Music Hall. THE DUAL NATURE IN MAN The Senses Properly Exercised Should Be Regarded as the Instruments by Which the Moral Aims of Life May Be Attained.». New York Times. 10 de janeiro de 1898. Consultado em 9 de agosto de 2008,discurso, 1898.
- «THE RELIGION OF ACTION; Prof. Felix Adler Talks to the Ethical Society at Carnegie Hall. HIS WINTER'S WORK BEGUN In Some Respects, He Says, This Age Is Not a Good Time for a New Religious or Ethical Movement.». New York Times. 17 de outubro de 1898. Consultado em 9 de agosto de 2008, discurso, 1898.
- «DR. FELIX ADLER ON RELIGION OF BUDDHA; One of His Series Before the Ethical Culture Society.». New York Times. 4 de março de 1901. Consultado em 9 de agosto de 2008, discurso, 1901.
- «$10,000 FUND PRESENTED TO DR. FELIX ADLER; Ethical Culture Society Proves Its Gratitude for His Work. Money the Nucleus of a Larger Endowment for Education for Talented Beneficiaries.». New York Times. 5 de maio de 1901. Consultado em 9 de agosto de 2008, 1901.
- Adler, Felix (5 de novembro de 1901). «DR. FELIX ADLER'S CORRECTION.». New York Times. Consultado em 9 de agosto de 2008, carta, 1901.
- «SEPARATION THE CURE FOR MATRIMONIAL WOE; Felix Adler Opposes a Divorce Which Is Permanent. LEAVE CHANCE FOR REUNION Give Tired Couples a Respite, They'll Reunite with Renewed Affection, He Says.». New York Times. 16 de janeiro de 1905. Consultado em 9 de agosto de 2008, discurso, 1905.
- «Ethical Culture Movement Forty Years Old; Dr. Felix Adler, Head of New York Society, Says That It Has Been Kept Alive by Need of the People for New Moral Light». New York Times. 14 de maio de 1916. Consultado em 9 de agosto de 2008, artigo por Adler, 1916.
- «ETHICAL SOCIETY IS FORTY YEARS OLD; Leaders from Other Cities Assemble Here for Anniversary Celebration. PRAISE DR. FELIX ADLER A Sculpture, "The Friendship Group." Unveiled at First Session of Nine Days' Festival.». New York Times. 15 de maio de 1916. Consultado em 9 de agosto de 2008, artigo, 1916.
- «Dr. Felix Adler's Advice on How to Look at the Election.». New York Times. 3 de novembro de 1916. Consultado em 9 de agosto de 2008, NY Times, 1916.
- «DR. FELIX ADLER CRITICISED.; Baptist Ministers Attack His Statement That There Is No Hell.». New York Times. 15 de janeiro de 1917. Consultado em 9 de agosto de 2008, 1917.
- «FELIX ADLER'S SCHOOL HONORS HIS MEMORY; Ethical Culture Classes Pay Tribute to the Founder on Anniversary of Death.». New York Times. 27 de abril de 1935. Consultado em 9 de agosto de 2008, 1935.
- e muito mais cartas, artigos, e discursos

### Livros
- Adler, Felix. Creed and Deed: A Series of Discourses, 243 páginas, 1880.
- Adler, Felix. Life and Destiny, 141 páginas, 1903.
- Adler, Felix. The Religion of Duty, 201 páginas, 1905.
  - Capítulo X: The Essential Difference Between Ethical Societies and The Churches
- Adler, Felix. Marriage and Divorce, 58 páginas, 1905.
- Adler, Felix. The Moral Instruction of Children, 278 páginas, 1908.
- Adler, Felix. The Essentials of Spirituality, 92 páginas, 1908.
- Adler, Felix. An Ethical Philosophy of Life: Presented in Its Main Outlines, 380 páginas, 1918.
  - Capítulo III: Emerson - Adler on Emerson and Emerson's influence on his own development
  - Capítulo V: The Ideal of the Whole and the Ethical Manifold
  - Capítulo VII: The Supreme Ethical Rule: Act So As To Elicit the Best In Others and Thereby In Thy Self
  - Capítulo IX: Religious Fellowship as the Culminating Social Institution
- Adler, Felix. Incompatibility In Marriage, 105 páginas, 1920.
- Adler, Felix. The punishment of children, 38 páginas, 1922.
- Adler, Felix. The Reconstruction of the Spiritual Ideal: Hibbert Lectures Delivered in Manchester College, Oxford, maio de 1923, 218 páginas.
- Adler, Felix, and others. Fiftieth Anniversary of the Ethical Movement (1876–1926), 1926.
- Adler, Felix (Friess, Horace, ed.). Our Part in This World, 1946.
- Remsen, Daniel S., Post-mortem use of wealth, including a consideration of ante-mortem gifts, 1911.
  - Section II. Chapter I. Adler, Felix. "Principles Which Should Govern the Making of Bequests for Philanthropic Purposes", p. 89-93.